# Anomozela
Anomozela là một chi bướm đêm thuộc họ Geometridae.

## Các loài
- Anomozela cirrhiata
- Anomozela hymenata